# Ayeisha McFerran
Pour les articles homonymes, voir McFerran (homonymie).
Ayeisha McFerran est une joueuse de hockey sur gazon irlandaise évoluant au poste de gardien de but au SV Kampong et pour l'équipe nationale irlandaise,.

## Biographie
- Naissance le 10 janvier 1996 à Larne.
- Elle a 3 frères et sœurs Tamara, Reece & Shea.

## Carrière
Elle a fait partie de l'équipe nationale pour concourir à la Coupe du monde 2018 à Londres.

## Palmarès
- : 2e à la Coupe du monde 2018.